# Trang viên tại Słupiec (Nowa Ruda)

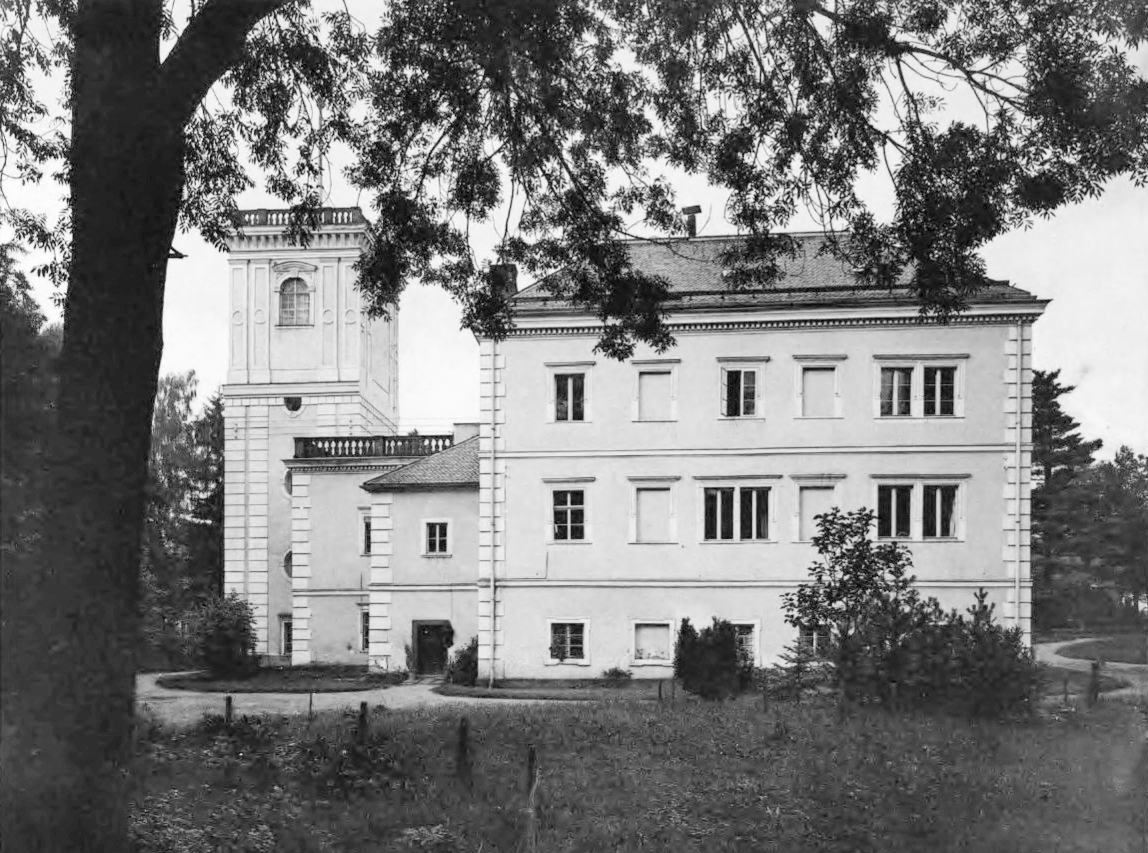
Trang viên tại Słupiec, Nowa Ruda năm 1909

Trang viên tại Słupiec (Nowa Ruda) (tiếng Ba Lan: Dwór w Nowej Rudzie-Słupcu) là trang viên được xây dựng vào thế kỷ 17 theo phong cách baroque. 
Trang viên nằm bên dòng suối Dzik và gần nhà thờ, ban đầu đây là tòa án của thẩm phán, sau đó trở thành nơi ở của những chức sắc cao quý. Ban đầu trang viên là nơi các nam tước của gia đình Morgante sinh sống. Sau khi gia đình Pilati tiếp quản khu đất Słupiec, trang viên được dòng họ này tái thiết. Cung điện là một ngôi nhà nhỏ, do Jakob Carova thiết kế. Trước đó là một tòa tháp với kết cấu mái hình lều (mái hình đa giác với các sườn dốc cao lên đến đỉnh). Năm 1708, chủ sở hữu trang viên là Nam tước Jan Baptist Pilati von Tassul. Sau đó, Johann Baptista Pilati (1724-1756) sống trong cung điện. Từ đầu thế kỷ 19, chủ sở hữu là Bá tước Antoni Pilati von Tassul zu Daxberg (1775-1843). Bá tước có hai con trai,  Maksymiliana Henryka Mikołaja (1819-1875) và Karola Józefa Otto (1825-1901). Con trai cả của Karol - Oskar Karol Rudolf (sinh năm 1860) kết hôn với Małgorzatą von Kassel (sinh năm 1866)  . Oskar Wilhelm Ludwig von Pilati (1817-1894) là người tô điểm thêm vẻ đẹp của ngôi nhà. Cung điện bị phá hủy vào những năm 60 của thế kỷ XX 

Lhiêm tốn hơn cung điện của Pilati, Ngôi nhà mới được xây dựng từ thế kỷ 19 nằm ở số 2a phố Połoniny. Đây là một tòa nhà hai tầng, được lợp bằng mái kiểu kiến trúc Mansard. Sau năm 1945, đây là trụ sở của Trang trại nhà nước . Bên cạnh ngôi nhà, có những ngôi nhà là di tích nông trại cũ: khu nhà ngoài trời (số 2 phố Połoniny) và kho thóc (số 2b phố Połoniny). 

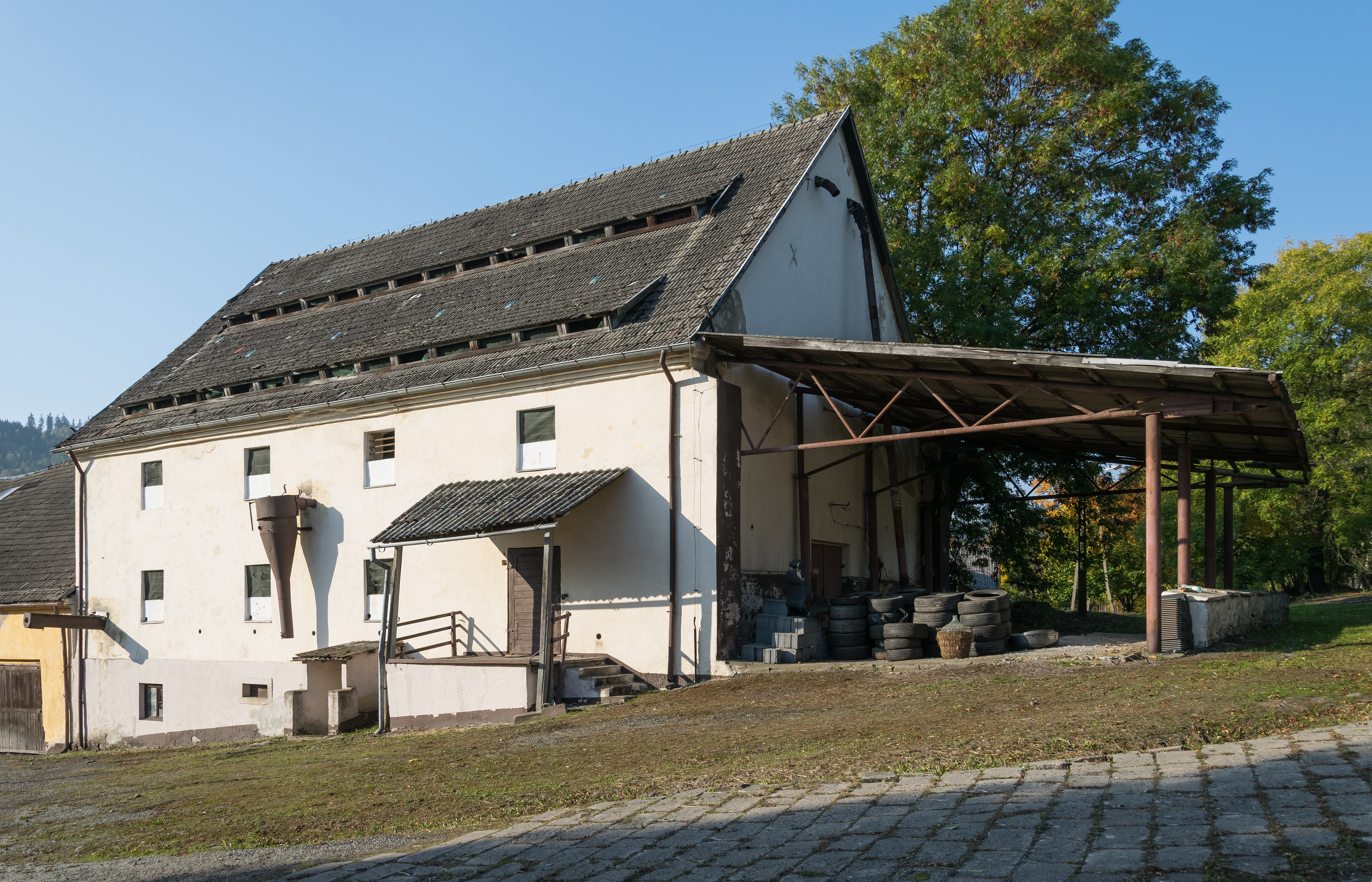
Kho thóc: số 2b phố Połoniny
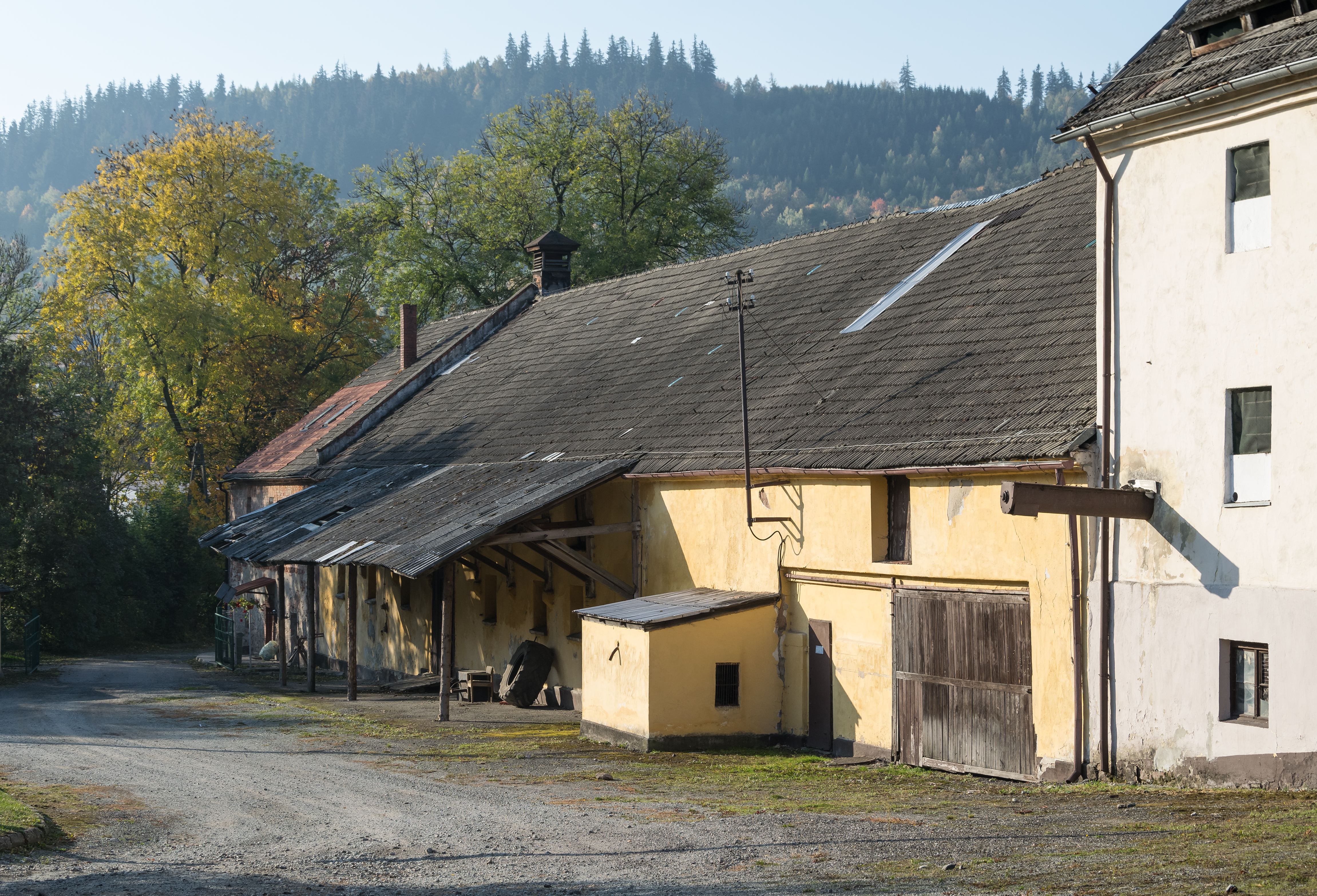
Kho thóc: số 2b phố Połoniny
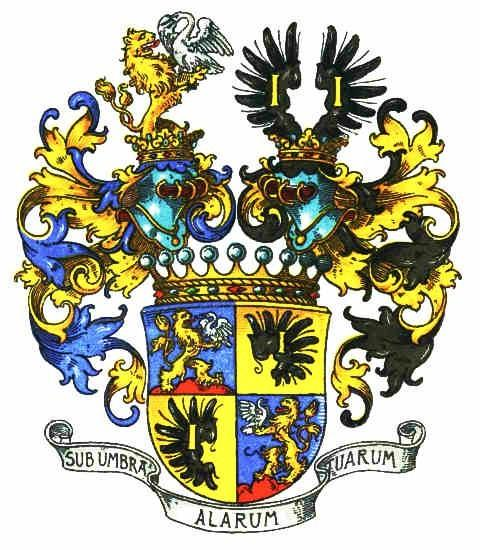
Huy hiệu Bá tước Pilati von Thassul zu Daxberg